# Eparchie sv. Josafata v Parmě
Eparchie sv. Josafata v Parmě ((latinsky) Eparchia Sancti Iosaphat Parmensis, (ukrajinsky) Пармська єпархія святого Йосафата Української греко-католицької церкви) je eparchií Ukrajinské řeckokatolické církve se sídlem v Parmě, kde se nachází katedrála sv. Josafata. Pod její jurisdikci spadají ukrajinští řeckokatolíci v na západě a jihozápadě USA. Je sufragánní vůči filadelfské archieparchii.

## Historie
V roce 1983 byla z archieparchie filadelfské vyčleněna Eparchie v Parmě.